# Zdeňka Podkapová
Zdeňka Podkapová, född 6 augusti 1977 i Brno, är en tjeckisk nakenmodell och före detta gymnast. Hon använder i vissa sammanhang namnet Zdenka Popová. 2001 blev hon utnämnd till Penthouse's Pet of the year.
Innan Podkapova började som modell för erotiska magasin var hon professionell gymnast i över 10 år. 1996 poserade hon i erotiska sammanhang för första gången och i början av 1998 kontaktade hon själv Penthouse. Redan i april 1998 publicerades de första bilderna på henne i Penthouse. Hon utnämndes då till Penthouse's Pet of the month, och blev 2001 den första europeiska kvinna som utnämndes till Penthouses pet of the year.